# 吉莫利斯科耶湖
62°59′23″N 32°19′57″E / 62.98972°N 32.33250°E
吉莫利斯科耶湖（俄语：Гимольское），是俄羅斯的湖泊，位於該國西北部，由卡累利阿共和國負責管轄，面積82平方公里，海拔高度163.2米，湖岸線長度84.5公里，集水區面積2,665平方公里，平均水深3.2米，最大水深30米。